# 上川内町
上川内町（かみせんだいちょう）は、鹿児島県薩摩川内市の町。旧薩摩郡川内町上川内町、川内市上川内町。郵便番号は895-0067。人口は1,051人、世帯数は502世帯（2020年10月1日現在）。

## 地理
薩摩川内市の本土側の西部、薩摩川内市街地の北西部に位置している。字域の北部から東方にかけては高城町、北方には陽成町、南方から西方にかけて五代町、西方には小倉町、東方には御陵下町がそれぞれ接している。
集落は桜井と佐目野の2集落がある。中央部を国道3号がほぼ南北に通り、それに沿って肥薩おれんじ鉄道線が通っているが、字域内には駅は所在していない。最寄り駅は隣接する御陵下町に上川内駅が所在している。

### 字名の由来
上川内町という字名は上川内駅が付近に所在していることに由来している。

## 歴史
1940年（昭和15年）2月10日に鹿児島県公報に掲載され、同日に施行された「 薩摩郡川内町、町名改稱竝區域變更」（鹿児島県告示）により「同郡同町大字五代ヲ廢シ其ノ區域中（中略）字横峯、横峯前、權現前、高付、溝添、古府下、上古府下、岩下、新御堂、永春田、新田、三月田、釜口、門口、岩立、上八迫、櫻井、櫻井后、勘場、下八迫、櫻井原、宇都迫、萩峯、北藺牟田、南藺牟田、佐目野原、桂巻、尾野原、佐目野、北佐目野原、矢立、兎山、楠元、公佛ノ區域ヲ上川内町（カミセンダイチヨウ）ト改稱ス」することが鹿児島県知事によって許可され、薩摩郡川内町大字五代のうち字横峯、横峯前、權現前、高付、溝添、古府下、上古府下、岩下、新御堂、永春田、新田、三月田、釜口、門口、岩立、上八迫、櫻井、櫻井后、勘場、下八迫、櫻井原、宇都迫、萩峯、北藺牟田、南藺牟田、佐目野原、桂巻、尾野原、佐目野、北佐目野原、矢立、兎山、楠元、公佛の全域を以て川内町の町「上川内町」が設置された。翌日の2月11日には薩摩郡川内町が単独で市制施行し川内市となった。
2004年（平成16年）10月12日に川内市、東郷町、入来町、祁答院町、樋脇町、下甑村、上甑村、鹿島村、里村が新設合併し薩摩川内市が設置された。この市町村合併に伴い設置された法定合併協議会において川内市の町・字については「現行通りとする。」と協定されたため、名称の変更は行われずに薩摩川内市の町となった。

### 字域の変遷
| 変更後           | 変更年             | 変更前           |
| ---------------- | ------------------ | ---------------- |
| 上川内町（新設） | 1940年（昭和15年） | 大字五代（一部） |

## 文化財

### 市指定
- 横岡古墳（記念物（史跡））[12]

## 人口
以下の表は国勢調査による小地域集計が開始された1995年以降の人口の推移である。
| 年                 | 人口  |
| ------------------ | ----- |
| 1995年（平成7年）  | 1,125 |
| 2000年（平成12年） | 1,142 |
| 2005年（平成17年） | 1,149 |
| 2010年（平成22年） | 1,094 |
| 2015年（平成27年） | 1,119 |
| 2020年（令和2年）  | 1,051 |

## 施設

### 公共
- 北薩家畜保健衛生所[18]
- 薩摩川内市立川内学校給食センター[19]
- 佐目野公民館
- 桜井公民館

## 小・中学校の学区
市立小・中学校に通う場合、学区（校区）は以下の通りとなる。
| 大字     | 番地 | 小学校                 | 中学校                   |
| -------- | ---- | ---------------------- | ------------------------ |
| 上川内町 | 全域 | 薩摩川内市立可愛小学校 | 薩摩川内市立川内北中学校 |

## 交通

### 鉄道
字域内には肥薩おれんじ鉄道線が通っているが駅は所在していない。最寄りの駅は上川内駅である。

### 道路
一般国道
- 国道3号

一般県道
- 鹿児島県道341号吉川川内線